# 헤드스카프

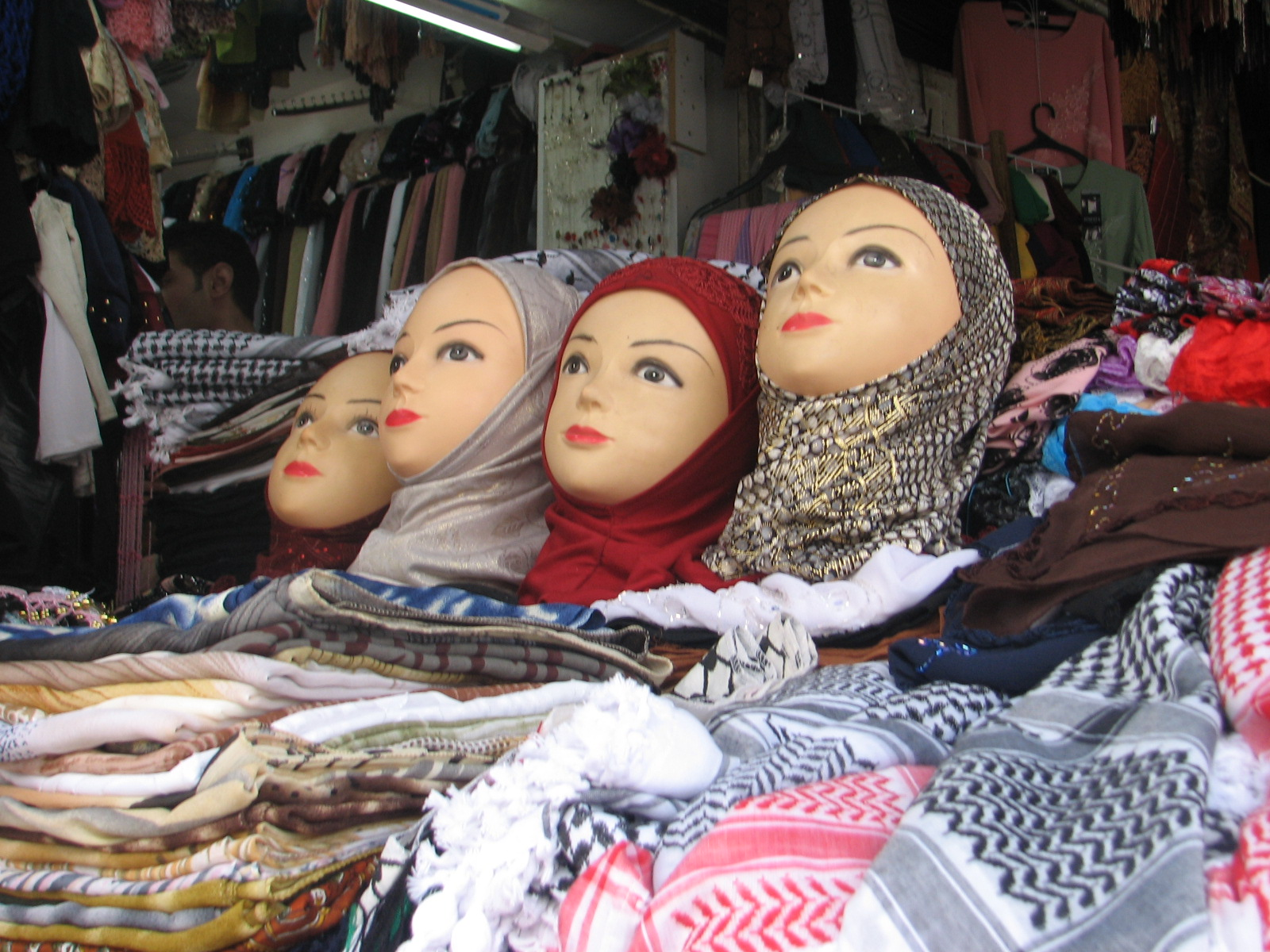
예루살렘에서 판매되고 있는 여성용 헤드스카프.

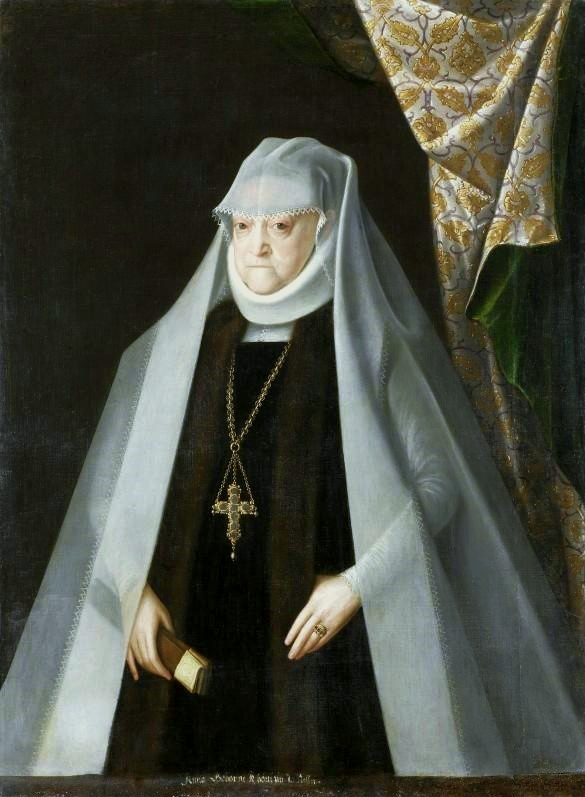
베일, 러프와 함께 윔플을 착용한 안나 야기엘론카의 모습.

헤드스카프(Headscarves 혹은 Head scarves)는 얼굴은 드러낸 채 머리와 머리털을 가리기 위해 쓰는 스카프이다. 보통 여성이 착용한다.
헤드스카프는 다양한 용도로 착용한다. 머리와 머리털을 비, 먼지 등으로부터 보호하거나 추위와 더위에 대비하기 위해 또는 위생용이나 장식용으로 착용한다. 또한, 특정한 지위를 표시하거나 탈모를 감추기 위해서도 착용한다. 그렇지만 헤드스카프를 착용하는 대다수의 이유는 문화적, 종교적 전통 때문이다.
20세기 후반까지 헤드스카프는 일반적으로 서남 아시아, 유럽, 북아프리카, 아메리카 대륙 여성들이 착용했다. 최근 들어서 서구권에서는 헤드스카프에 대한 호응도가 떨어졌으나, 동유럽 시골 지역이나 많은 중동 지역에서는 여전히 일반적으로 착용된다.

### 헤드스카프와 노동자

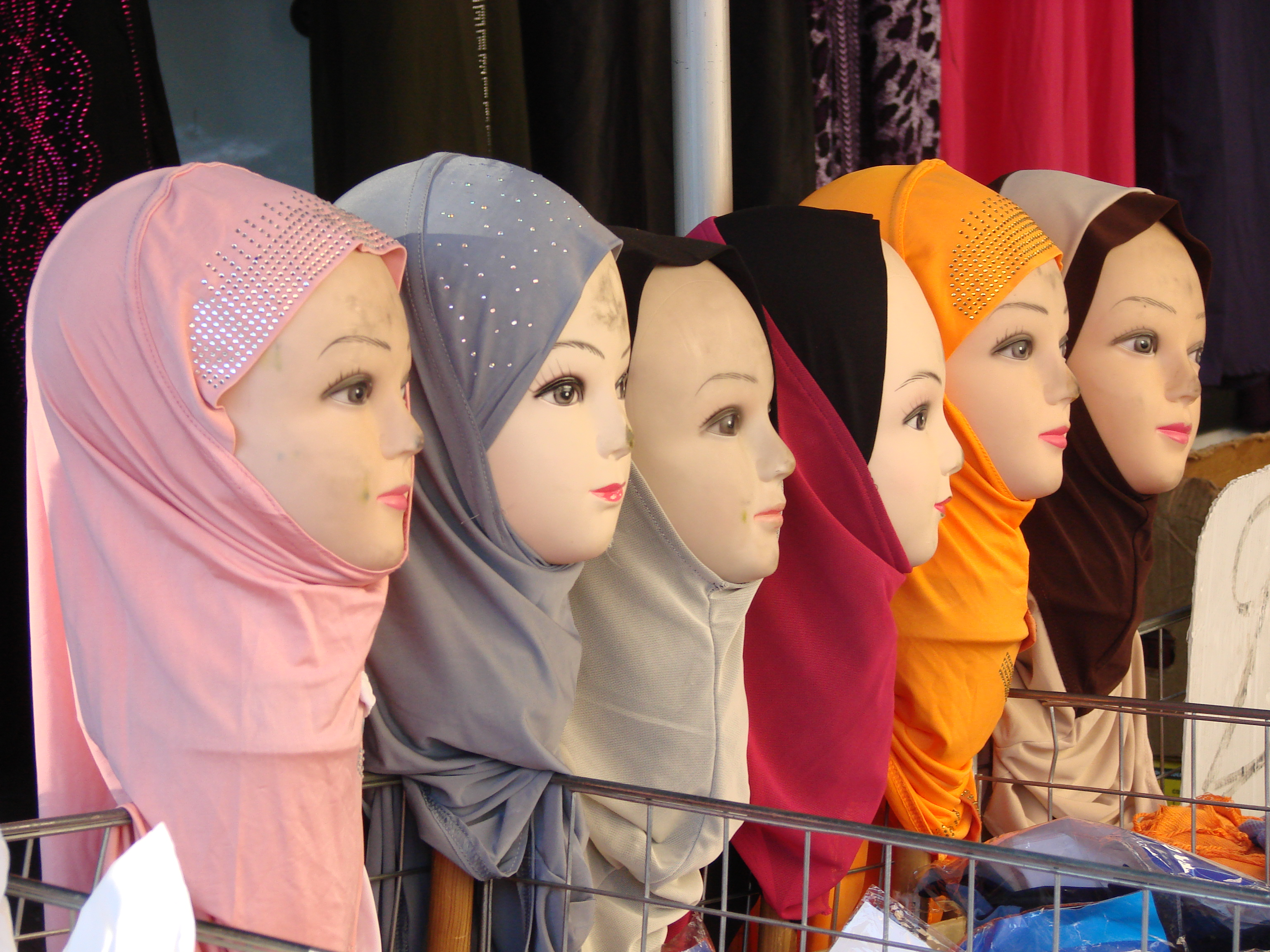

악천후 외에도 기름, 분진 등 산업적인 요소로부터 보호하기 위해 노동자들은 헤드스카프를 착용한다. 또한, 가동 중인 기계에 머리털이 빨려 들어가는 것을 방지하기 위함도 있다.
식당이나 병원 등 위생이 강조되는 장소에서는 위생을 위해 착용되었다.
서구 세계에서 1950년대까지 농부들과 1960년대 시기에 공장 노동자들이 헤드스카프를 착용하는 모습은 일반적이였다. 소련의 노동자들은 유니폼으로써 헤드스카프를 착용하기도 했다.

## 같이 보기
- 반다나
- 튀르키예의 머리쓰개 금지 논란
- 터번
- 베일